# Pardosa rabulana
Pardosa rabulana là một loài nhện trong họ Lycosidae.
Loài này thuộc chi Pardosa. Pardosa rabulana được Tord Tamerlan Teodor Thorell miêu tả năm 1890.